# Pitón de las Nieves

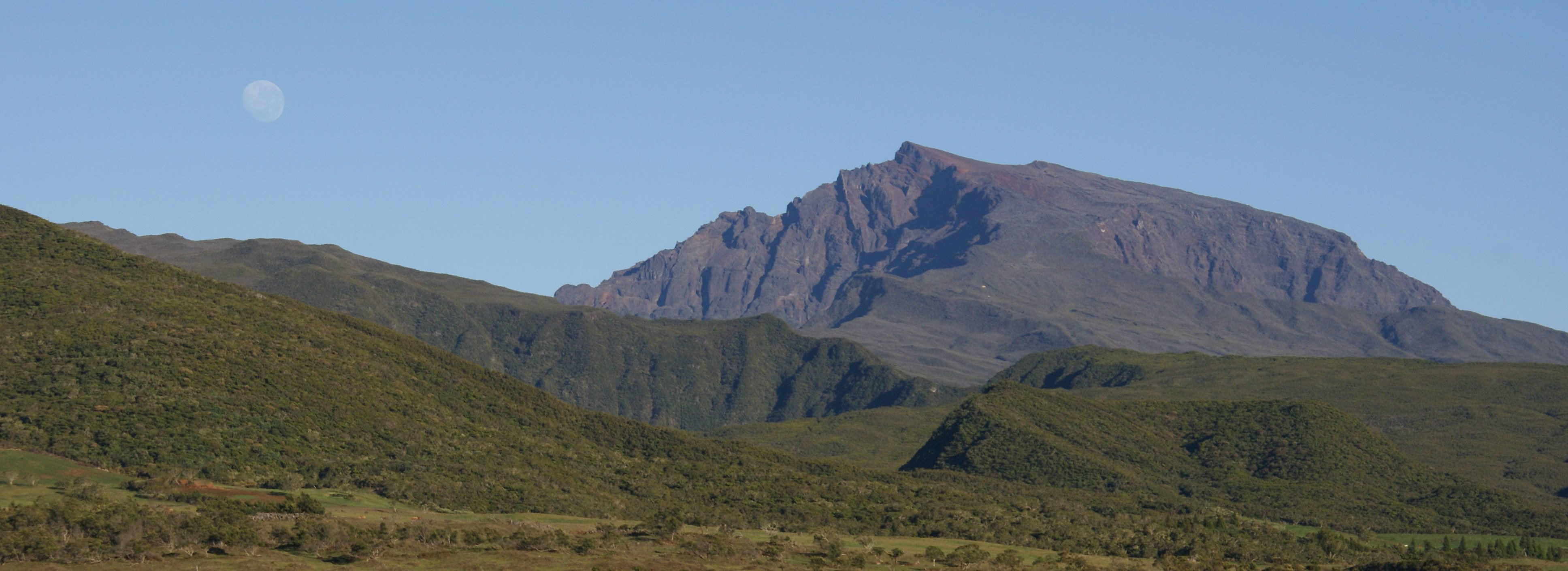
Vista del pitón de las Nieves, punto culminante de la isla de La Reunión y del archipiélago de las Mascareñas. Inactivo desde hace más de 12 000 años, está en el origen de la formación de la isla

El piton de las Nieves es el punto culminante de la isla de la Reunión, a 3070,50 m de altitud. Es considerado a veces como el punto culminante del océano Índico, aunque esta afirmación sea discutible ya que los volcanes de Sumatra, Java, Bali y Lombok son más elevados.
Constituye la cumbre de un edificio volcánico, el macizo del Pitón de las Nieves, que ocupa los tres quintos de la superficie de la isla, con un diámetro al nivel del mar de aproximadamente cincuenta kilómetros.
Este volcán habría nacido emergiendo de océano Índico hace probablemente más de 3 millones de años y dando así nacimiento a la isla de la Reunión. Volcán complejo ampliamente erosionado, no está en activo desde hace más de 12 000 años.

## Toponimia
A pesar de su nombre y el frescor de las temperaturas en altitud, el pitón de las Nieves no tiene nieves eternas. Las caídas de nieve son por otro lado muy escasas, breves y a menudo enmascaradas por el mal tiempo. Así es muy excepcional que se pueda observar la cumbre nevada. La montaña fue conocida primeramente como la de « las tres Salazes », y es posible que el acontecimiento que constituyó el episodio de nevada de 1735 le haya conferido luego su nombre de pitón de las Nieves.

## Geografía

### Situación
El pitón de las Nieves se ubica en el centro de la isla de la Reunión, al sur del circo de Salazie, al norte del circo de Cilaos y al sudeste del circo de Mafate. Culminante a 3 070,50 metros de altitud, es el punto más elevado de las islas Mascareñas.
El límite administrativo entre los municipios de Cilaos y de Salazie pasa por la cumbre del pitón de las Nieves.
El pitón de las Nieves está cortado por tres importantes depresiones: los circos de Mafate (al noroeste), de Salazie (al noreste) y Cilaos (al sur). Estos circos son el resultado conjugado del hundimiento de las cámaras magmáticas del antiguo cráter y de la erosión debida a las fuertes precipitaciones que caen sobre isla de la Reunión. Se cuenta una cuarta depresión situada al este, que ha sido rellenada por las últimas fases eruptivas del pitón de las Nieves y que forma hoy la meseta de Belouve-Bebour.

### Geología
La historia geológica del pitón de las Nieves se inscribe en la más amplia del macizo, y más allá, en la de la formación de la isla de La Reunión. Esta se formó del punto caliente que dio antes nacimiento a los trapps de Decán en India, a los archipiélagos de Maldivas y de los Chagos, a Rodrigues y a la isla de Mauricio
Los científicos consideran en general dos grandes fases constructivas.
La primera corresponde a la formación de un volcán en escudo que estableció los cimientos del pitón de las Nieves. Esta fase se desarrolló desde la emisión, hace de cinco a siete millones de años, de las primeras lavas que perforaron la corteza oceánica del fondo de Océano Índico, hasta hace aproximadamente 450 000 antes de la época presente. Las más antiguas rocas terrestres que han podido ser datadas son más antiguas de 2,1 2,1 millions de años. Se estima pues, teniendo en cuenta el tiempo de formación de las rocas internas de la isla, que el volcán haya podido emerger del océano hace aproximadamente 3 millones de años.
La segunda fase corresponde, después de un posible periodo de reposo o de transición, a un estadio de vulcanismo diferenciado a veces calificado de “estadio de estratovolcán” aunque este término es un poco abusivo para designar una emisión de lavas traquíticas y la aparición de fenómenos explosivos al final de la vida de un volcán de punto caliente intraoceánico. Esta fase se desarrolló, según las autoras, desde hace 450 000 a 340 000 años hasta las últimas manifestaciones eruptivas, hace 29 000 a 12 000  años Los relieves actuales, sobre todo el pitón de las Nieves propiamente dichos y los circos, se formaron durante esta fase.
Una gran parte de la historia geológica del pitón de las Nieves permanece sin embargo todavía mal conocida. Ha conocido episodios de desestabilización repentina que han producido derrumbamientos cataclísmicos y grandes aludes de desechos. La cumbre actual podría entonces no ser más que el resto de una montaña de hasta 4500 m de altitud. Es por ejemplo lo que intentó descubrir y comprender, por la deducción y el análisis de pseudotaquilita, una expedición científica puesta en marcha el 26 de octubre de 2009 para el estudio de los acantilados y de los abruptos cañones de la cara este del Pitón de las Nieves.

### Clima
Las temperaturas en la cumbre son frescas, pero los episodios de nevadas no son frecuentes, con una media aproximada de un día de nieve cada tres años. En los años recientes, se ha producido :
- en agosto de 2003, importantes precipitaciones de nieve;
- el 10 de octobrede 2006, al mismo tiempo que una erupción del Piton de la Fournaise, el cráter Dolomieu lució también nevado;
- el 27 de septiembre de 2007 ;
- el 4 de junio de 2013, bajo la forma de granizo favorecido por las precipitaciones, una cobertura nubosa homogénea y vientos de 100 km/h hicieron remontar las nubes que en su parte elevada alcanzaban los -2 a −3 °C.[8]

## Medio ambiente

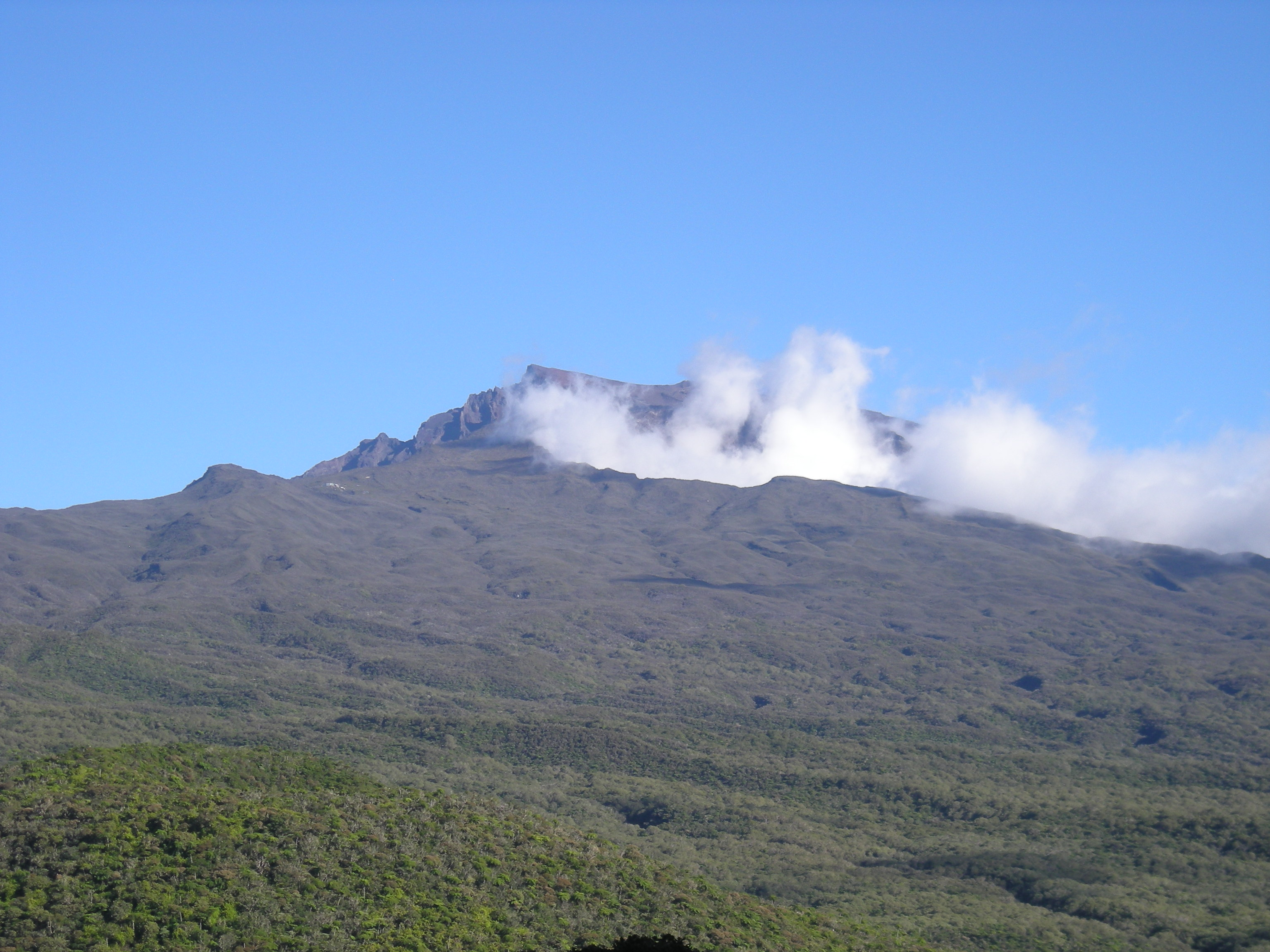
Vista del pitón de las Nieves desde el col de Bébour.

Los escarpes de la cumbre del pitón de las Nieves son zonas de nidificación de los petreles de Barau, una especie de ave marina endémica de la isla de La Reunión. Están presentes cada año desde el regreso de los primeros adultos al finalizar el mes de agosto hasta el vuelo de los jóvenes de abril al final de mayo. Los petreles de Barau horadan una madriguera bajo los rocas o en el humus. En el fondo del agujero ponen un único huevo, empollado y después que el alevín se desarrolla alimentado por sus padres que efectúan múltiples idas y vueltas entre la cumbre de la isla y la mar donde van a pescar sus presas.
Los dos solos sitios actuales de reproducción de esta especie se ubican en torno al pitón de las Nieves y en torno al Grande Bénare. Estas zonas se benefician desde 2001 de un decreto de protección de biotopo. Las poblaciones de petreles de Barau están sin embargo muy amenazadas por las ratas y de manera todavía más crítica por los gatos, depredadores introducidos por el hombre y contra los cuales los pájaros en sus madrigueras no tienen ninguna defensa.

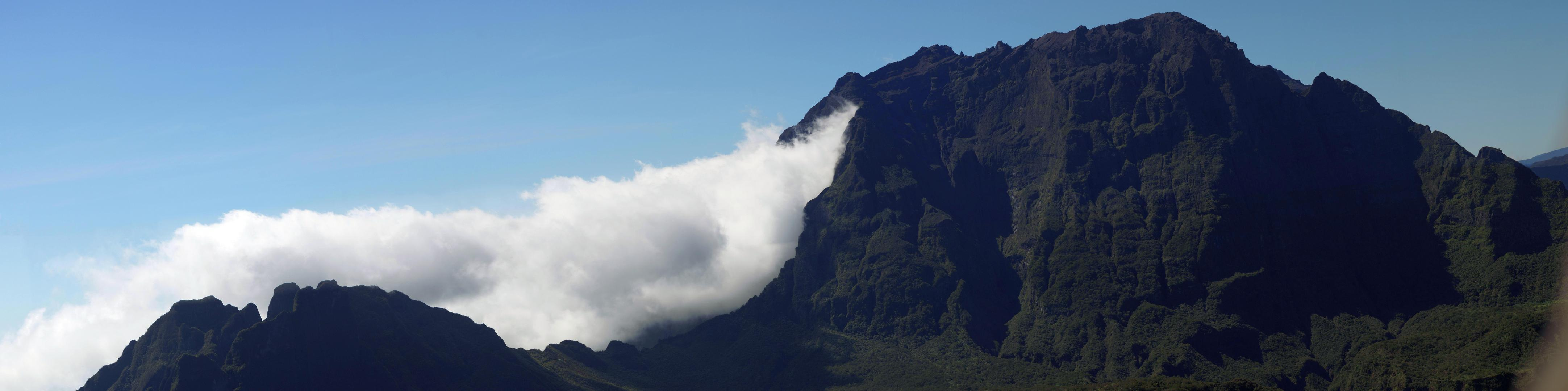
Panorama del pitón de las Nieves desde el Maïdo.

## Turismo

### Ascensión
La ascensión del pitón de las Nieves puede hacerse desde Salazie, Cilaos o la Llanura de las Cafres. Tres senderos convergen desde estos puntos de salida hasta la casa del Pitón de las Nieves, refugio en la parte baja de la cumbre.
Desde Salazie: a Hell-Villa, hace falta tomar el sendero que comienza detrás del estadio, que después sube a Tierra-Plana y llega al Cabo Inglés sobre la meseta de Bélouve-Bébour. De ahí se dirige hacia la caverna Dufour. El sendero atraviesa bosques de cryptomeria de Japón.
Desde Cilaos: Hay  primeramente que atravesar el bosque del Grande Matarum antes de alcanzar la caverna Dufour y su casa fuera de toda vegetación notable. Es el camino más corto pero el más difícil.
Desde la llanura de las Cafres: parte la Charca de Lodo (ruta asfaltada antes del Col de Bellevue) después dirección hacia la colina Delgado y la colina Kerveguen. Como su nombre indica, este camino es muy húmedo, a causa de la exposición de la colina de lleno al Este. Es largo pero fácil y salvaje.
Luego, desde el refugio de la caverna Dufour, quedan todavía 600 metros de desnivel a recorrer sobre un terreno rocoso. Es habitual  salir del refugio hacia las 3 de la mañana para llegar a la cumbre con los primeros fulgores del sol, hacia las 6. Esto permite sobre todo observar en la dirección opuesta al sol, la sombra triangular típica de las cumbres.

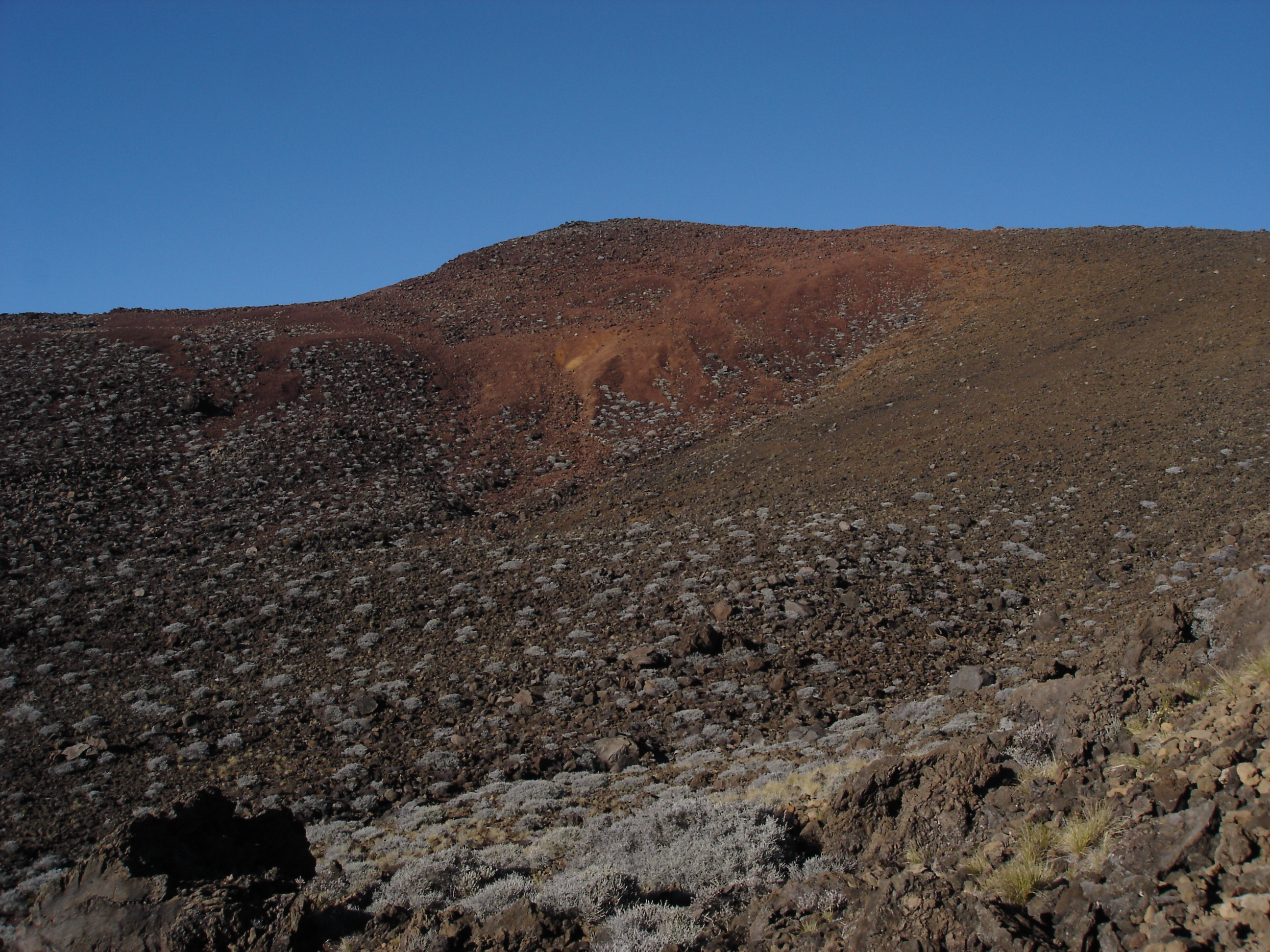
La cumbre del pitón de las Nieves vistas desde un centenar de metros
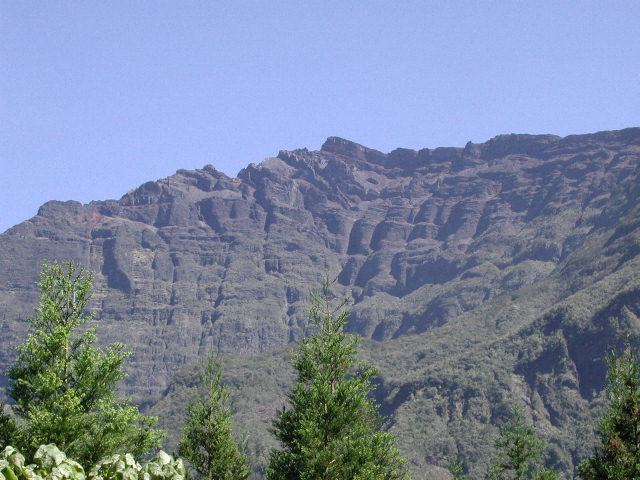
El pitón de las Nieves visto desde el circo de Cilaos
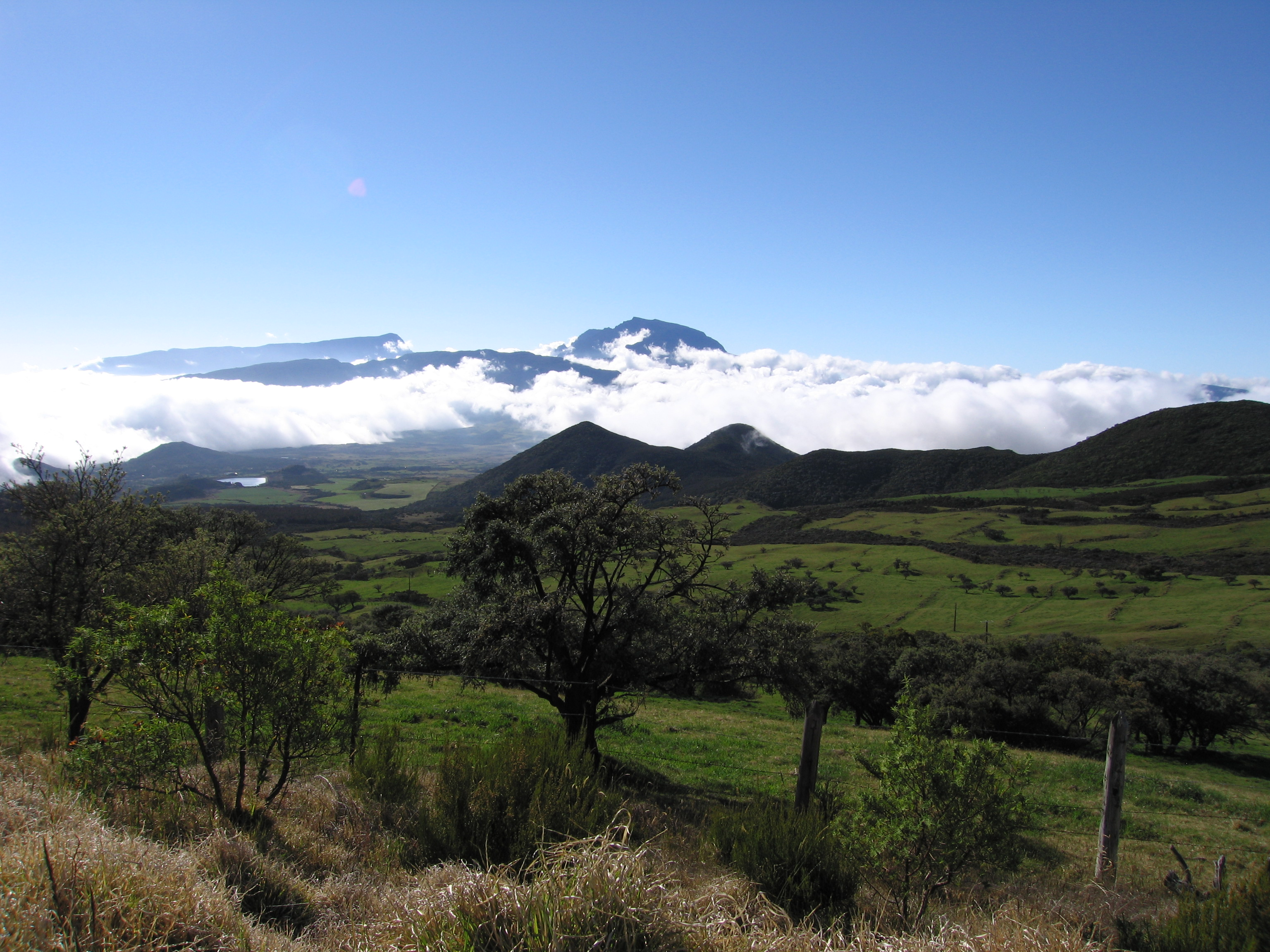
El pitón de las Nieves visto desde la Llanura de las Cafres
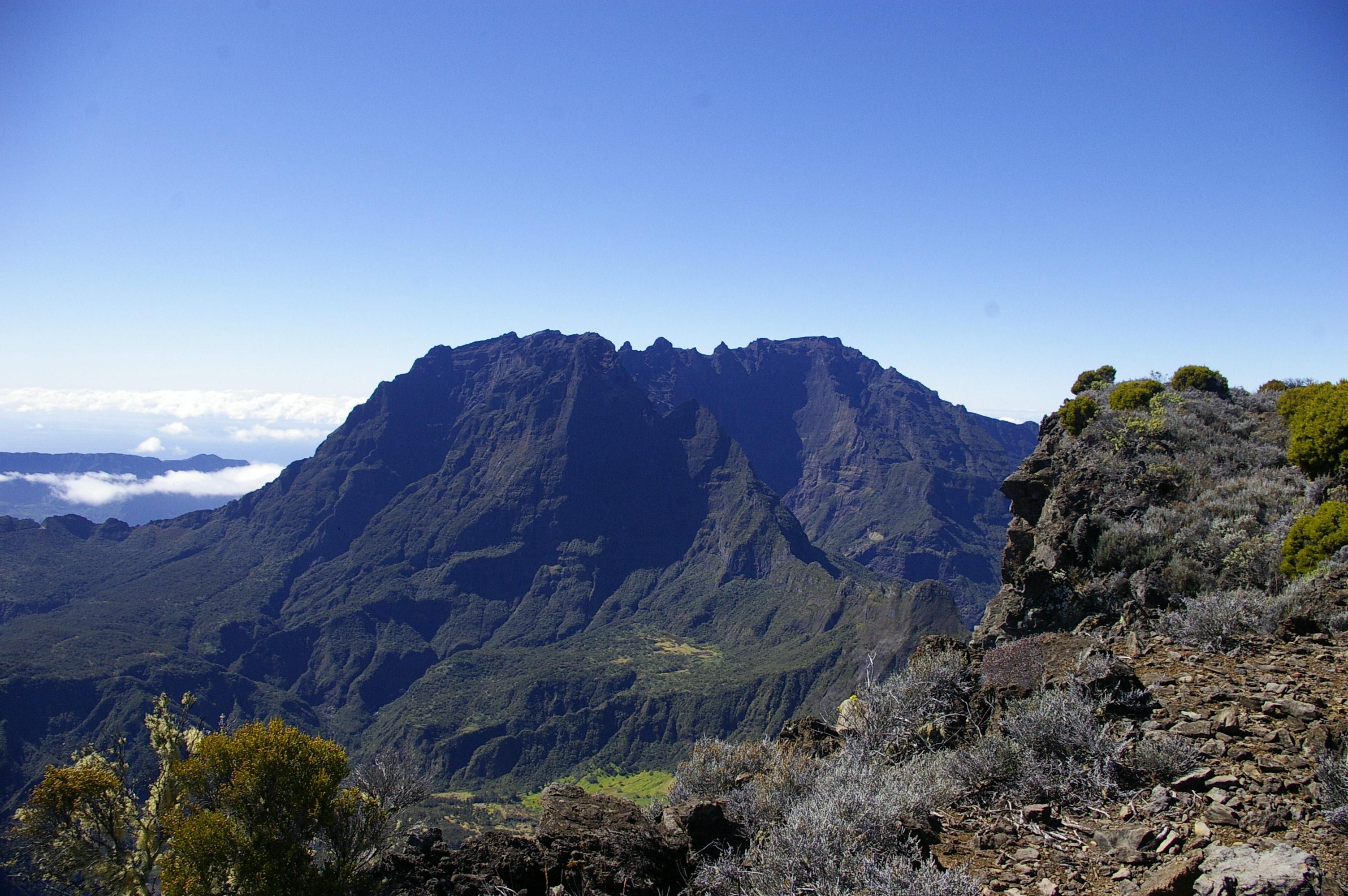
El pitón de las Nieves visto desde el Gran Bénare

### Alojamiento
Solo existe una casa en el pitón de las Nieves, la ubicada poco antes de su cumbre: el refugio de la caverna Dufour. Accesible únicamente a pie, tiene varios dormitorios, baños, duchas, y ofrece un servicio de restauración.
En la cumbre, hay cinco o seis localizaciones circulares rodeadas de muretes de piedra seca que permiten plantar una o dos tiendas de campaña al abrigo del viento. Esta posibilidad tiene más de vivac espartano que de camping.